# Maryland
Maryland (anglická výslovnost  [ˈmɛri-lənd]IPA, oficiálně State of Maryland) je stát nacházející se na východním pobřeží Spojených států amerických, v Jihoatlantské oblasti jižního regionu USA. Maryland hraničí na východě s Delawarem, na severu s Pensylvánií, na západě a jihozápadě se Západní Virginií a na jihu s Virginií a Washinghtonem, D.C. Jihovýchodní ohraničení státu tvoří Atlantský oceán.
Anglická kolonie byla na území pozdějšího státu založena roku 1632. Pojmenována byla po Henriettě Marii, manželce anglického krále Karla I., který území propůjčil Cecilu Calvertovi, 2. baronovi z Baltimore. Marylandská provincie se roku 1776 stala jedním z původních třinácti zakládajících států USA. Maryland jako sedmý stát v pořadí ratifikoval Ústavu Spojených států amerických, k čemuž došlo 28. dubna 1788. Roku 1790 poskytl Maryland u řeky Potomac část svého území pro stavbu nového hlavního města USA, Washingtonu, D.C.

## Historie
Maryland byl založen v 17. století jako britská vlastnická kolonie. Jméno Maryland dostal po Henriettě Marii, manželce anglického krále Karla I. Dne 20. června 1632 vydal král listinu, kterou propůjčil území Marylandu do držení Cecilu Calvertovi, 2. baronovi z Baltimore. Prvním guvernérem se stal Leonard Calvert, bratr lorda Baltimora. Prvních 150 osadníků připlulo 25. března 1634 na lodi Ark and Dove ke břehům ostrova Saint Clement's Island, koupili půdu od indiánů kmene Yaocomico a založili Saint Mary's City.
Ekonomická prosperita lákala do Marylandu spoustu osadníků. Na rozdíl od ostatních kolonií sem jezdili převážně katolíci (sám lord Baltimore byl katolík a ze své kolonie chtěl učinit útočiště pro své souvěrce).
Maryland byl jednou ze 13 kolonií, které podepsaly deklaraci nezávislosti na Británii v roce 1776. Dne 27. dubna 1788 Maryland jako 7. stát v pořadí ratifikoval Ústavu Spojených států amerických. Stal se tedy 7. státem Unie, byť Unie podle ústavy vznikla až po ratifikaci 9. státem, jímž byl New Hampshire 21. června 1788.
Dne 16. července 1790 byl z marylandského a virginského území vykrojen District of Columbia pro budoucí hlavní město Spojených států, které nemělo podléhat jurisdikci žádného z členských států.
Na konci války v roce 1812 se Britové pokusili dobýt pozice amerických jednotek. Jejich útok byl odražen u pevnosti Fort McHenry v Baltimoru.
V občanské válce se stát přidal na stranu Unie. Vzhledem k tomu, že sousedí s nepřátelskou Virginií, proběhlo zde několik bojů.

## Geografie
Se svou rozlohou 32 133 km² je Maryland devátým nejmenším státem USA, v počtu obyvatel (6 milionů) je však devatenáctým nejlidnatějším státem a s hodnotou hustoty zalidnění 237 obyvatel na km² je na pátém místě. Hlavním městem je Annapolis se 40 000 obyvateli. Největšími městy jsou Baltimore se 620 000 obyvateli, dále Columbia (105 000 obyv.), Germantown (90 000 obyv.) a Silver Spring (75 000 obyv.). Marylandu patří 50 km pobřeží Atlantského oceánu. Nejvyšším bodem státu je Hoye-Crest s nadmořskou výškou 1024 m v pohoří Allegheny Mountains. Největším tokem jsou řeky Potomac, tvořící hranici s Virginií a Západní Virginií, a Susquehanna, které se obě vlévají do Chesapeakské zátoky, jež rozděluje stát na dvě části.

### Poloha
Maryland se nachází přibližně mezi 38. a 40. stupněm severní šířky a mezi 75. a 78. stupněm západní délky.
Hluboko do marylandského vnitrozemí (až k Baltimoru) se zařezává Chesapeakská zátoka. Území na východ od něj se nazývá Eastern Shore. Je zcela rovinaté a místy bažinaté. Západně od zálivu se pozvolně zvedá pahorkatina, která vrcholí v Allegheny Mountains nejvyšším vrcholem Hoye-Crest (1024 m) na hranici se Západní Virginií.
Podnebí je teplé a vlhké. Roční srážky se pohybují kolem 1000 mm. Průměrná červencová teplota je 25 °C, lednové se pohybují kolem 0 °C.

## Obyvatelstvo
Podle sčítání lidu z roku 2010 zde žilo 5 773 552 obyvatel. Maryland je oproti ostatním státům hustě osídlen, což je způsobeno zejména tím, že se na jeho území nachází metropolitní oblasti měst Baltimore a Washington, D.C. Městským charakterem státu lze také vysvětlit vyšší podíl nebělochů, kteří se koncentrují převážně v městských oblastech, oproti okolním státům.

### Rasové složení
- 58,2 % bílí Američané
- 029,4 % Afroameričané
- 00,4 % američtí indiáni
- 05,5 % asijští Američané
- 00,1 % pacifičtí ostrované
- 03,6 % jiná rasa
- 02,9 % dvě nebo více ras

Obyvatelé hispánského nebo latinskoamerického původu, bez ohledu na rasu, tvořili 8,2 % populace.

### Náboženství
- abrahámovská náboženství — 86 %
  - křesťané — 82 %
    - římští katolící — 23 %
    - protestanti — 56 %
      - baptisté — 18 %
      - metodisté — 11 %
      - luteráni — 6 %
      - ostatní protestanti — 21 %

    - ostatní křesťané — 3 %

  - židé — 4 %
- ostatní náboženství — 1 %
- bez vyznání — 13 %

## Hospodářství
Z ekonomických aktivit vynikají služby a obchod; v zemědělství zejména chov skotu; průmysl elektrotechnický.
V městečku Greenbelt nedaleko Washingtonu je umístěno známé Goddardovo kosmické středisko NASA.

## Nezačleněná komunita Potomac
Potomac je nezačleněná komunita v Montgomery County v Marylandu. Pojmenován je po nedaleké řece. Má rozlohu 68,85 km² (2022) a žije tu 47 018 obyvatel (2020). Mnozí obyvatelé pracují v nedalekém Washingtonu, D.C., a v severní Virginii. Osídlen byl v roce 1714 a pojmenován „Potomac“ v roce 1881.